# Dobrogensisnenteria
Dobrogensisnenteria es un género de ácaros perteneciente a la familia  Nenteriidae.

## Especies
El género comprende las siguientes especies:
- Dobrogensisnenteria banatica (Feider & Hutu, 1971)
- Dobrogensisnenteria dobrogensis (Feider & Hutu, 1971)
- Dobrogensisnenteria norimbergensis (Hirschmann & Zirngiebl-Nicol, 1969)
- Dobrogensisnenteria oudemansi (Hirschmann & Zirngiebl-Nicol, 1969)
- Dobrogensisnenteria oudemansiformis (Hirschmann, 1985)
- Dobrogensisnenteria postneri (Hirschmann & Zirngiebl-Nicol, 1969)